# Semnopithèque de Thomas
Presbytis thomasi
Espèce
Statut de conservation UICN

 VU A2c : Vulnérable
Statut CITES
Le Semnopithèque de Thomas (Presbytis thomasi) est une espèce qui fait partie des mammifères Primates. C’est un  singe de la famille des Cercopithecidae dont les populations sont vulnérables.
Synonyme : Presbytis nubilus Miller, 1942.

## Situation géographique

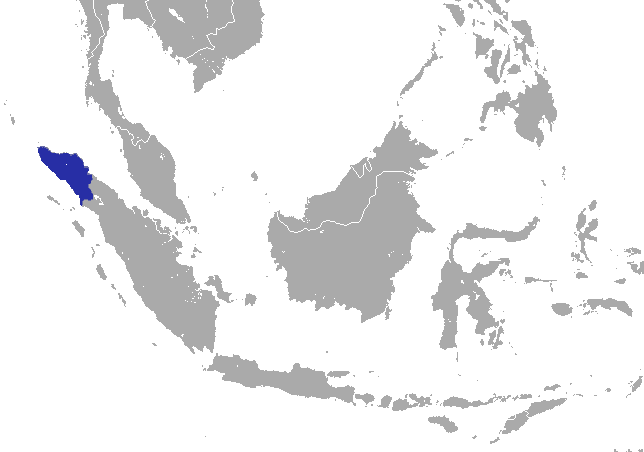
Carte d'Asie du Sud-Est avec zone de répartition en bleu

Presbytis thomasi est présent sur l'île de Sumatra, en Indonésie. Cependant, sa zone géographie d'habitation est relativement limitée. L'espèce se situe plus précisément au nord du Sungai Wampu. Cette dernière a été déclarée vulnérable en 2008. 

## Habitat
Cette espèce recherche davantage la hauteur et aime grimper en haut des arbres. Mais leur position dans la forêt dépend de l'heure de la journée. Lorsqu'il se repose durant la journée, il cherche des arbres feuillus pour se protéger du soleil tapant. Cependant, le soir venu, ce dernier recherche la cime des arbres de manière à observer le panorama qui s'offre à lui.